# Урахування екологічного ризику через ринок капіталів
Урахува́ння екологі́чного ри́зику че́рез ри́нок капіта́лів (ERICAM). Підприємства- (потенційні) забруднювачі довкілля отримують дозвіл на функціонування тільки в тому разі, якщо вони можуть отримати страхове покриття певного встановленого розміру екологічної шкоди. В ідеальному випадку повинен бути застрахований увесь потенційний збиток. Для цього підприємства-забруднювачі можуть скористатися ринками капіталу і акціями участі з нефіксованим ризиком. Інвестори мають можливість підписати акції, створюючи таким чином захист ( гарантію) для обраного ними (потенційного) забруднювача довкілля. Для даної страхової ціни вони вибирають підприємство-забруднювач з мінімальним ризиком  фінансової відповідальності. Однак, деякі інвестори у разі одержання більш високої  страхової премії готові мати справу з підприємством з великим ризиком матеріальної відповідальності. У рамках схеми ERICAM, при якій створюється ринок цін на екологічні порушення, підприємства-забруднювачі  конкурують один з одним для отримання страхового покриття.

## Ресурси Інтернету
- Еколого-економічний словник  [Архівовано 27 червня 2013 у Wayback Machine.]
- Економічна цінність природи  [Архівовано 27 вересня 2013 у Wayback Machine.]
- Концепция общей экономической ценности природных благ  [Архівовано 26 березня 2014 у Wayback Machine.]
- Традиционные и косвенные методы оценки природных ресурсов